# Claveria (Cagayan)
Claveria ist eine Stadtgemeinde in der philippinischen Provinz Cagayan. Die Gemeinde liegt im Nordwesten der Provinz und grenzt im Süden an die Provinz Apayao. Eine Bucht im Nordwesten des Gebietes, die Claveria Bay, ist nach dem Ort benannt. Außerdem befindet sich an der Küste ein Leuchtturm sowie ein großer Strand. Direkt daneben ragen über 600 Meter hohe Berge empor.
Claveria ist in die folgenden 41 Baranggays aufgeteilt:
| - Alimoan - Bacsay Cataraoan Norte - Bacsay Mapulapula - Bilibigao - Buenavista - Cadcadir East - Capanikian - Centro I - Centro II - Culao - Dibalio - Kilkiling - Lablabig - Luzon | - Mabnang - Magdalena - Centro VII (Malasin East) - Malilitao - Centro VI (Minanga) - Nagsabaran - Centro IV (Nangasangan) - Pata East - Pinas - Santiago - Santo Tomas - Santa Maria (Surngot) - Tabbugan - Taggat Norte | - Union - Bacsay Cataraoan Sur - Cadcadir West - Camalaggoan/D Leaño - Centro III - Centro V (Mina) - Centro VIII (Malasin West) - Pata West - San Antonio (Sayad/Bimekel) - San Isidro - San Vicente - Santo Niño (Barbarnis) - Taggat Sur |